# Lativalva monotona
Lativalva monotona là một loài bướm đêm trong họ Crambidae.